# Casa del Estado de Maine
La Casa del Estado de Maine (en inglés, Maine State House) es un capitolio situado en la ciudad de Augusta, en el estado de Maine (Estados Unidos). Se completó en 1832, un año después de que Augusta se convirtiera en la capital de Maine. Construida con granito de Maine, se basó en el diseño de la Casa del Estado de Massachusetts (Maine antes formaba parte de Massachusetts y se convirtió en un estado separado en 1820).
La gobernadora Janet Mills y la legislatura de Maine se reúnen en la Cámara de Representantes.

## Historia
Cuando Maine se separó de Massachusetts y se convirtió en estado en 1820, varias ciudades y pueblos buscaron el honor de convertirse en la capital del estado. Los principales aspirantes fueron Portland, Brunswick, Hallowell, Waterville, Belfast, Wiscasset y Augusta. La primera capital de Maine fue Portland, pero se trasladó a Augusta debido a su ubicación más céntrica. La Legislatura aprobó y el gobernador Samuel E. Smith firmó el proyecto de ley que establece Augusta como capital en 1832.
Después de una cuidadosa consideración de varios sitios a ambos lados del río, el gobernador y las comisiones eligieron 140 000 m² lote para la Casa del Estado de Maine y que se extiende desde la antigua calle Hallowell hasta el río Kennebec. El edificio fue diseñado por el renombrado arquitecto Charles Bulfinch de Boston, y en su forma original se asemeja a su Massachusetts State House.
Aproximadamente 45,7 m de largo, incluyendo la parte central con columnas y cúpula y dos alas que se extienden de norte a sur, la piedra angular del edificio fue colocada el 4 de julio de 1829, en medio de impresionantes ceremonias masónicas. La construcción fue de granito de las canteras de Hallowell y tardó tres años en completarse. El costo del edificio se estimó originalmente en 80 000 dólares, pero cuando se completó, los gastos del edificio, mobiliario y terrenos ascendieron a 135 000 dólares, de los cuales 11 500 fueron aportados por la ciudad de Augusta. La Legislatura de Maine celebró su primera sesión en el nuevo Capitolio estatal el 4 de enero de 1832.
El interior del Capitolio fue remodelado en 1852 y nuevamente en 1860 para proporcionar espacio adicional para los departamentos estatales. En 1890–1891, se agregó un ala grande de tres pisos en la parte trasera del edificio para acomodar la Biblioteca Estatal y proporcionar más espacio de oficinas para los departamentos. 
En 1911 fue ampliado según los diseños de G. Henri Desmond., Esto que requirió la demolición de casi todos los edificios antiguos, excepto las paredes delantera y trasera. Si bien se conservó el frente noble de Bulfinch, la longitud del edificio se duplicó a 91 m extendiendo las alas norte y sur. Una cúpula que se eleva a una altura de 56 m fue construido para reemplazar la cúpula original.
Una estatua de cobre dorado de Minerva, la figura femenina drapeada de la Sabiduría, de William Clark Noble de Gardiner, coronaba la cúpula. La Cámara de Representantes ocupa el tercer y cuarto piso del ala norte y las cámaras del Senado ocupan cuartos similares en el ala sur.
La oficina del gobernador está ubicada en un espacio renovado en el segundo piso en la parte trasera de la parte central del Capitolio junto con el Salón de Banderas y la biblioteca legal. La oficina del gobernador da al enorme edificio de oficinas del estado de granito ubicado al oeste de la Casa del Estado. Un túnel recientemente renovado conecta la State House y el State Office Building. 
En el lado sur de los terrenos del Capitolio, la Biblioteca del Estado de Maine, el Museo del Estado de Maine y los Archivos del Estado de Maine se encuentran en un edificio moderno.
En todo el edificio hay retratos de gobernadores y otros hombres y mujeres que han servido a Maine a lo largo de su historia como provincia y estado.
Al norte, frente a la Casa del Estado, se encuentra la Mansión Ejecutiva, más comúnmente conocida como la Casa Blaine, que Harriet Blaine Beale presentó al estado en 1919.
La Casa del Estado fue incluida en el Registro Nacional de Lugares Históricos en 1973, por su importancia en la historia del estado y por su arquitectura. Es la única obra conocida de Charles Bulfinch de la que ha sobrevivido un conjunto completo de dibujos arquitectónicos.
En 2014  se renovó la cúpula de cobre, instalada durante la renovación de 1911. La restauración costó 1,3 millones de dólares y duró varios meses.

## Galería

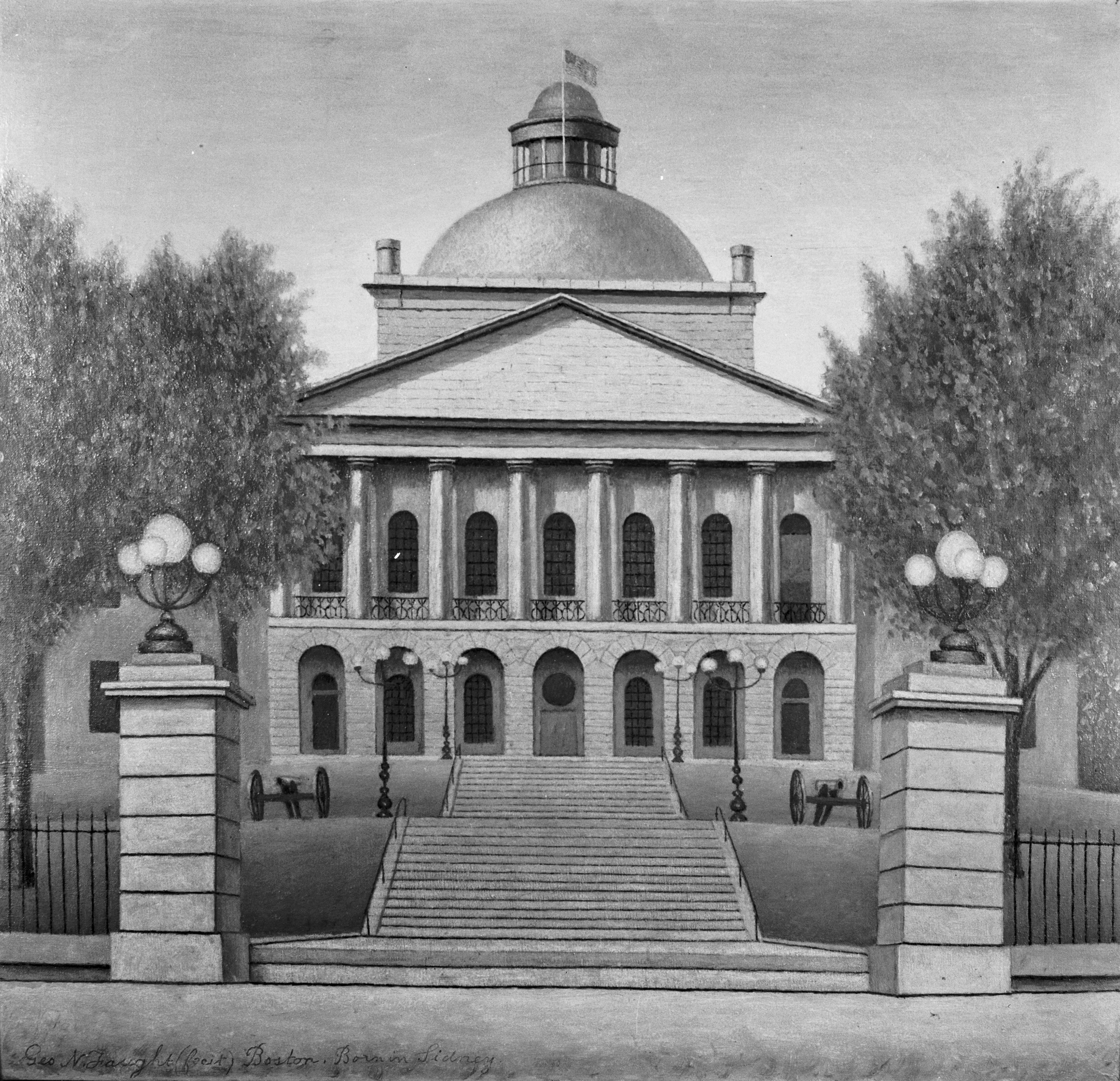
Diseño original (hacia 1850)
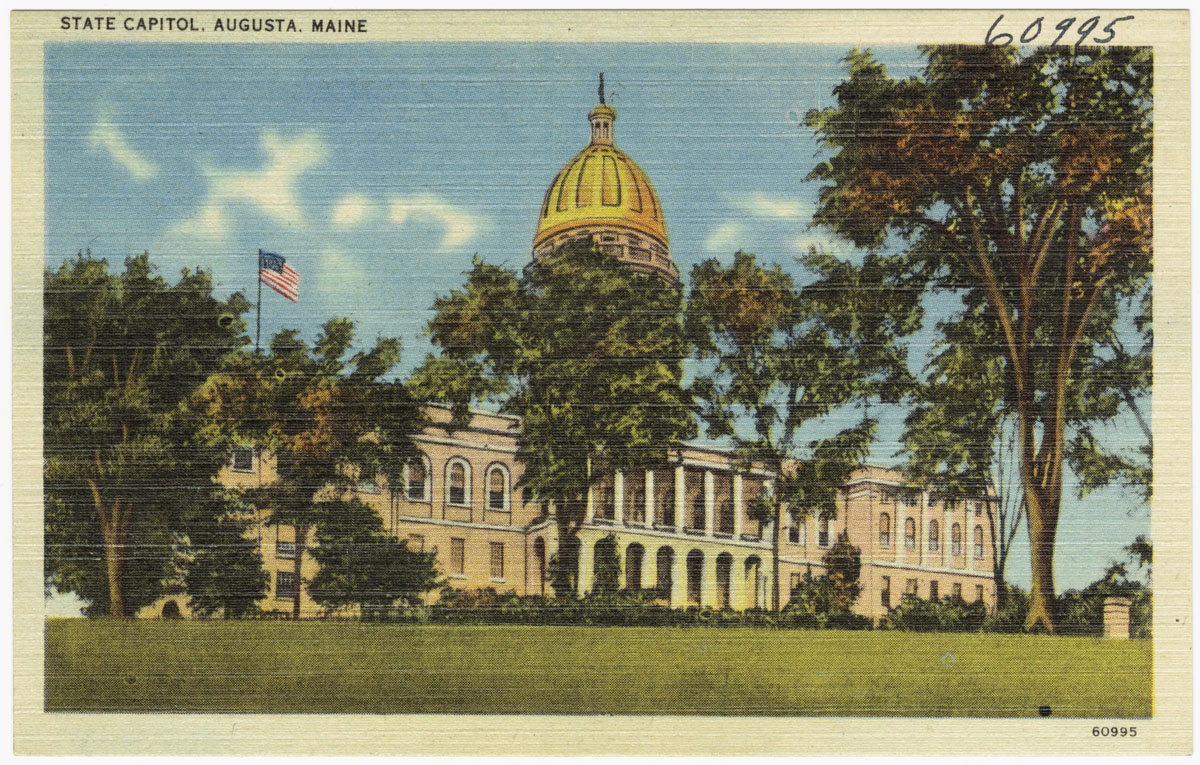
Maine State House en una postal de los años 1930
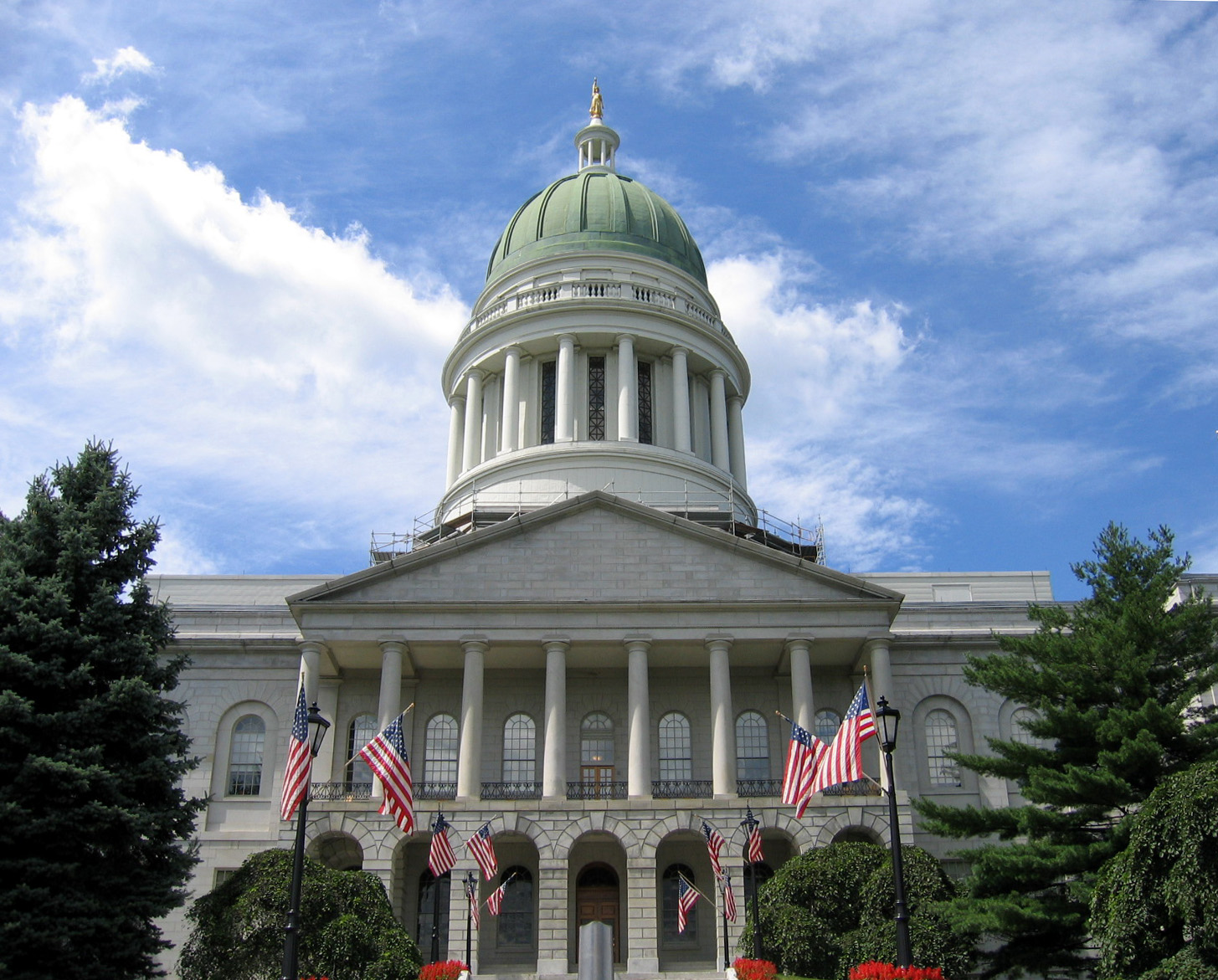
Maine State House antes de la reconstrucción
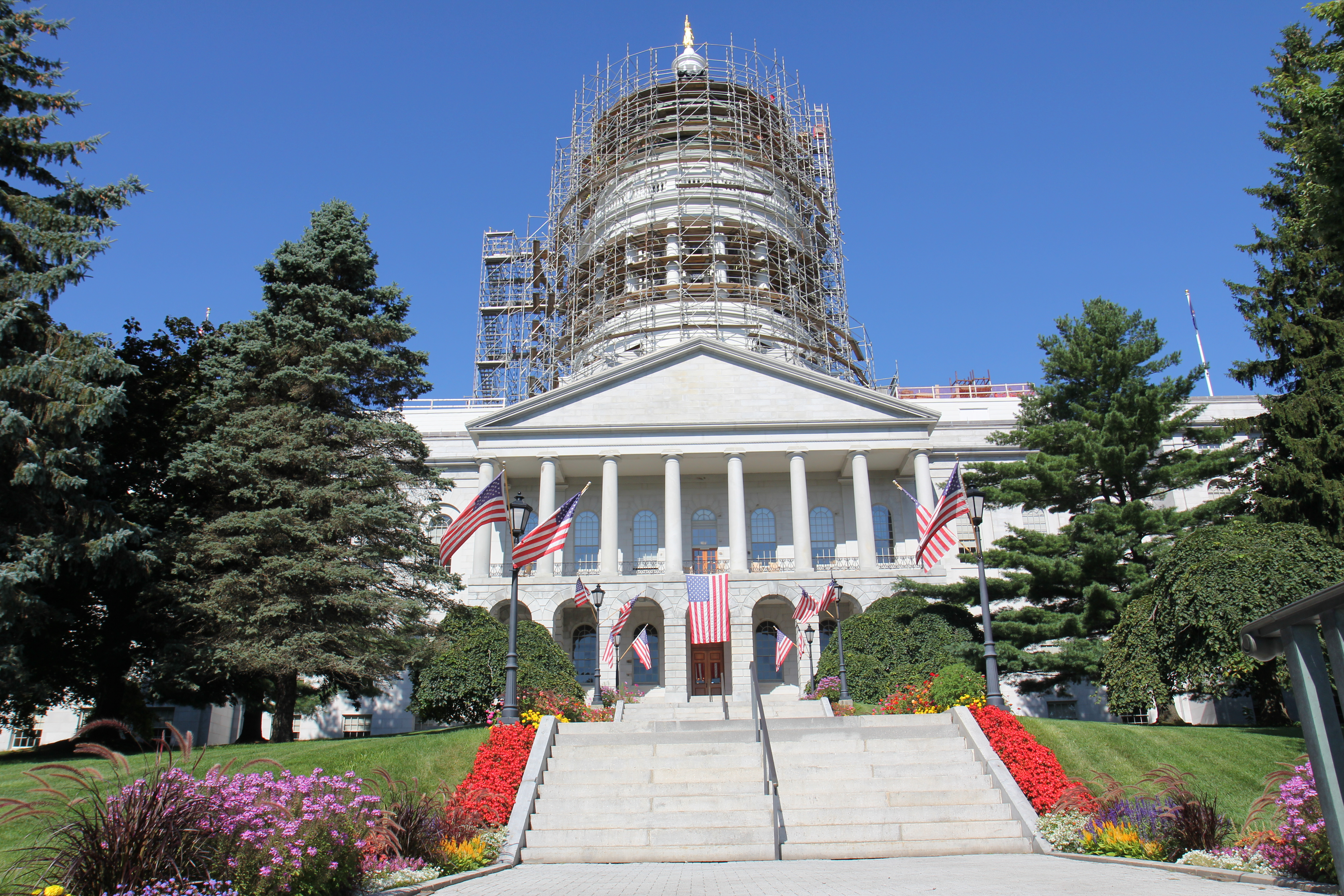
Cúpula en reconstrucción (agosto de 2014)
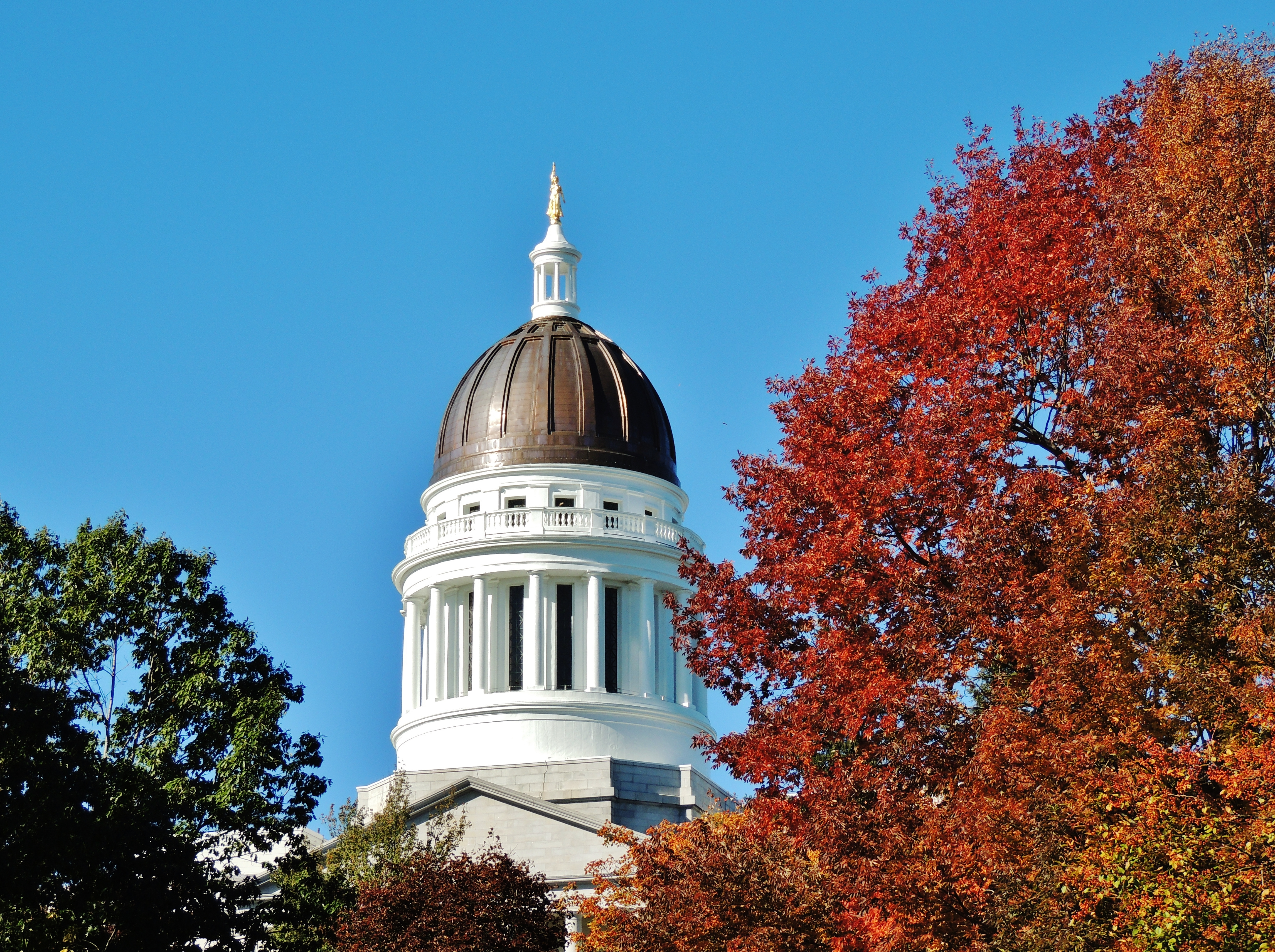
Tras la reconstrucción (octubre de 2015)